# Megachile laeta
Megachile laeta är en biart som beskrevs av Smith 1853. Megachile laeta ingår i släktet tapetserarbin, och familjen buksamlarbin. Inga underarter finns listade i Catalogue of Life.